# Ched Evans
Chedwyn Michael Evans (ur. 28 grudnia 1988 w Rhyl) – walijski piłkarz występujący na pozycji napastnika, zawodnik Chesterfield.

## Kariera klubowa
Ched zaczynał swoją karierę w walijskim Rhyl, gdzie w rozgrywkach juniorskich strzelał mnóstwo bramek. Po tym, jak w 2007 roku zatrudnił go angielski klub Manchester City, został on wypożyczony na rok do grającego w Championship Norwich City. Tam, w zaledwie 28 występach strzelił aż 10 bramek.
W barwach swego macierzystego klubu Evans zadebiutował 18 sierpnia 2008 roku w meczu pierwszej kolejki Premiership przeciwko Aston Villi, kiedy to zastąpił kontuzjowanego podczas rozgrzewki Walerego Bożinowa. Pierwszą bramkę w najwyższej angielskiej klasie rozgrywkowej zdobył w meczu przeciwko Portsmouth 21 września 2008 roku. Sezon 2008/2009 zakończył z 16 ligowymi występami.
W lipcu 2009 roku podpisał kontrakt z Sheffield United.
W czerwcu 2016 roku, po odbyciu kary sądowej, podpisał obowiązujący od 1 lipca 2016 kontrakt z Chesterfield.

## Kariera reprezentacyjna
Evans zadebiutował w reprezentacji Walii do lat 21 w roku 2006 i szybko stał się podstawowym zawodnikiem tej drużyny. W meczu rozegranym 20 listopada 2007 roku przeciwko rówieśnikom z reprezentacji Francji strzelił hat-tricka.
Jego dobre występy zwróciły uwagę trenera dorosłej reprezentacji, Johna Toshacka, który powołał go na spotkanie rozegrane 28 maja 2008 roku z Islandią. Ched strzelił w tym spotkaniu jedynego gola. Od tamtej pory jest już regularnie powoływany i stał się wartościowym członkiem drużyny.

## Podejrzenia o gwałt
20 kwietnia 2012 został skazany na pięć lat więzienia za gwałt. Evans miał współżyć z kobietą, która była nieprzytomna po spożyciu alkoholu. Ofiara podejrzewała, że do jej napoju mogła zostać dosypana substancja powodująca utratę przytomności.
Piłkarz przedwcześnie opuścił więzienie za dobre sprawowanie. Spędził w nim dwa i pół roku.
14 października 2016 roku, po ponownym rozpatrzeniu przez sąd jego sprawy, został uznany za niewinnego.